# بيرسي لينزديل
بيرسي سيريل لينزديل (1 يوليو 1928 - 1997) كان لاعب كرة قدم عراقي لعب كمهاجم.
ولد لينزديل في العراق لأم عراقية وأب بريطاني، وكان من أوائل اللاعبين الذين لعبوا في صفوف المنتخب العراقي. ولعب في صفوف شركة نفط البصرة والميناء على مستوى الأندية، قبل أن ينتقل إلى إنجلترا في عام 1951.

## النشأة
تعود جذور لينزديل إلى جنوب لندن، ثم ساري؛ واستقر أحد أسلافه في الهند بعد انضمامه إلى الجيش البريطاني في عام 1797. وبعد مرور مائة عام، ولد والد لينزديل سيريل؛ وانتقل إلى بغداد عاصمة العراق بعد فترة وجيزة من الحرب العالمية الأولى، وتزوج من امرأة عراقية، وحصل على الجنسية العراقية.
ولد لينزديل في بغداد، وعاش لفترة في الموصل بسبب عمل والده في شركة السكك الحديدية العراقية. درس لينزديل في كلية بغداد اليسوعية في أوائل أربعينات القرن العشرين، ولعب كرة القدم في ساحة المدرسة. حتى أصبح جزءًا من فريق كرة القدم الأول في الكلية، وقاد الفريق في عامه الدراسي الأول.
انتقل لينزديل بعد تخرجه في عام 1948، مع عائلته إلى الجالية البريطانية في المعقل، بالقرب من البصرة. عمل موظفًا في شركة نفط البصرة.

## الحياة المهنية
أثناء عمله في نادي البصرة الرياضي، لعب لينزديل لفريق كرة القدم في دوري البصرة كلاعب أيسر داخلي. انضم إلى الميناء في عام 1950.
في أبريل 1951، لعب لينزديل مع المنتخب الوطني العراقي الأول لكرة القدم. تم استدعاؤه من قبل المدرب ضياء حبيب للعب في المباراة الودية الدولية للفريق، ضد تركيا ب في تركيا في 6 مايو 1951، والتي انتهت بنتيجة 7-0 لصالح تركيا ب.
وبعد عودة المنتخب الوطني إلى بغداد عام 1951، غادر لينزديل وزميله الدولي سعيد إيشو للدراسة في الخارج، ولم يعودا إلى العراق أبدًا. درس لينزديل في نورويتش بإنجلترا، وأصبح تاجرًا مستقلاً. لعب في دوري الأحد لكرة القدم في مانشستر.